# Ронсько
Ронсько (пол. Rońsko) — село в Польщі, у гміні Красностав Красноставського повіту Люблінського воєводства.
Населення — 101 особа (2011).
У 1975-1998 роках село належало до Холмського воєводства.

## Демографія
Демографічна структура станом на 31 березня 2011 року:
|          | Загалом | Допрацездатний вік | Працездатний вік | Постпрацездатний вік |
| -------- | ------- | ------------------ | ---------------- | -------------------- |
| Чоловіки | 47      | 7                  | 31               | 9                    |
| Жінки    | 54      | 10                 | 30               | 14                   |
| Разом    | 101     | 17                 | 61               | 23                   |